# Flugplatz Praia Verde

i8
i11
i13
Der Flugplatz Praia Verde (portugiesisch Aeródromo da Praia Verde, ICAO-Code: LPPV)  ist ein portugiesischer Flugplatz in der Stadt Castro Marim nahe den Städten Monte Gordo und Vila Real de Santo António in der Region Algarve am Atlantik. Er wird ausschließlich von Sport- und Privatflugzeugen genutzt und besteht nur aus einer Start- und Landebahn aus zerkleinerten Ziegeln. Ein Vorfeld oder Hangars gibt es am Flugplatz nicht.
Der Betrieb auf dem Flugplatz ist allein in der Verantwortung des Betreibers, da offiziell durch Verkündung in NOTAMs und laut Luftfahrthandbuch (AIP) der Platz geschlossen ist.